# 호수 속 여인
《호수 속 여인》(영어: Lady in the Lake)은 1946년 미국 영화이다.
로버트 몽고메리가 감독, 주연으로 출연했으며 대한민국에는 1948년 9월 24일 「호중의 여인」(湖中의女人)이란 제목으로 국도극장에서 상영했다.